# Панарин, Антон Иванович
Антон Иванович Панарин (1910—1984) — старший лейтенант Рабоче-крестьянской Красной Армии, участник Великой Отечественной войны, Герой Советского Союза (1945).

## Биография
Антон Панарин родился 21 июля 1910 года в селе Куликово (ныне — Усманский район Липецкой области). После окончания начальной школы и курсов трактористов работал в колхозе. В 1933 году Панарин был призван на службу в Рабоче-крестьянскую Красную Армию. Окончил курсы младших лейтенантов. С июля 1941 года — на фронтах Великой Отечественной войны, три раза был ранен.
К январю 1945 года гвардии старший лейтенант Антон Панарин командовал 2-м сабельным эскадроном 1-го гвардейского кавалерийского полка 1-й гвардейской кавалерийской дивизии 1-го гвардейского кавалерийского корпуса 1-го Украинского фронта. Отличился во время форсирования Одера. В ночь с 23 на 24 января 1945 года эскадрон Панарина переправился через Одер и захватил плацдарм на его западном берегу, в течение двух дней удерживая его до переправы основных сил. В том бою Панарин получил тяжёлое ранение, но остался в строю.
Указом Президиума Верховного Совета СССР от 10 апреля 1945 года за «образцовое выполнение боевых заданий командования на фронте борьбы с немецкими захватчиками» гвардии старший лейтенант Антон Панарин был удостоен высокого звания Героя Советского Союза с вручением ордена Ленина и медали «Золотая Звезда».
После окончания войны Панарин был уволен в запас. Проживал и работал в Липецке. Скончался 14 февраля 1984 года.
Был также награждён орденом Красной Звезды и рядом медалей.

## Память

Памятник Антону Панарину
в Липецке

В честь Панарина названа улица и установлен памятник в Липецке.